# János Temesváry
Temesváry János (Szamosújvár, 12 de desembre de 1890 – Budapest, 8 de novembre de 1964) violinista i violista, membre fundador del quartet de corda Waldbauer–Kerpely. Artista merescut (1956).

## Biografia
El seu pare era mestre de correus. Va actuar a Cluj als sis anys. Als disset anys, es va matricular a l'Acadèmia de Música de Budapest com a alumne de Jenő Hubay, i el 1911 va rebre un certificat de professor de violinista.
Un dels fundadors del Quartet de corda Waldbauer-Kerpely, fundat el 1909, com a segon violinista, membre del conjunt fins al 1940.
Va ser professor de violí el 1910–11 a l'Escola de Música de Fodor, el 1912–14 com a part dels cursos de música a Székesfóváros, a partir de 1914 professor adjunt a l'Escola Nacional de Música, i des de 1916 professor habitual. Del 1922 al 1935 va dirigir l'Escola de Música de Postàs, després va impartir classes a l'Acadèmia de Música fins al 1959. Entre 1927 i 1960 va ser viola solista de l'orquestra de l'Òpera, moment en què es va jubilar.
Del 1927 al 1944, va ser el vicepresident executiu de l'Associació Nacional de Compositors, entre 1931 i 1934, la Societat Filharmònica de Budapest, el 1945, juntament amb István Vasvári, va fundar la Unió de Músics Professionals, de la qual va ser president, fins al 1952.
Escrivia regularment crítiques i articles musicals.

## Premis i reconeixements
- 1910 – Premi Esperança
- 1948 - Medalla al Mèrit de la República Hongaresa, grau or
- 1949 - Medalla al Mèrit de la República Popular Hongaresa, grau or[4]
- 1956 - Artista digne.